# Лаий (Эсхил)
«Лаий» (др.-греч. Λάϊος) — трагедия древнегреческого драматурга Эсхила, поставленная на сцене в 467 году до н. э., первая часть «Эдиподии» — тетралогии, написанной на основе фиванских мифов. Её текст почти полностью утрачен.

## Сюжет и судьба пьесы

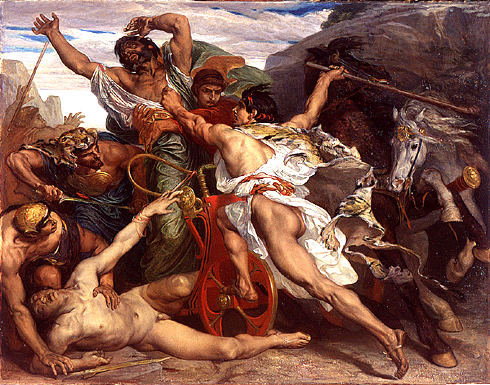
Гибель Лаия. Картина Жозефа Блана

«Лаий» стал первой частью цикла пьес, посвящённого мифу о царе Фив Эдипе. Точной информации о сюжете этой трагедии в сохранившихся источниках нет, но, судя по названию и единственному сохранившемуся фрагменту, в ней Эдип убивает по неведению собственного отца (это заглавный герой), с которым сталкивается на дороге. За этим в мифе следуют женитьба Эдипа на Иокасте (собственной матери) и воцарение в Фивах.
Кроме «Лая», в состав «Эдиподии» вошли трагедии «Эдип» и «Семеро против Фив», а также сатировская драма «Сфинкс». Во второй части цикла Эдип узнаёт о том, что совершил отцеубийство и кровосмешение, в третьей его сыновья сражаются друг с другом за власть над Фивами, а в четвёртой молодой Эдип разгадывает загадку Сфинкс. Тетралогия была впервые поставлена на сцене в 467 году до н. э. и заняла в состязании первое место. Несмотря на такой успех, только одна пьеса («Семеро против Фив») сохранилась полностью. Тексты остальных произведений утрачены, и от «Лая» остался только один фрагмент, который к тому же может относиться к «Эдипу». Это отрывок из рассказа вестника о гибели заглавного героя: «проезжею дорогою // Достигли мы трехпутья, у которого // Три колеи встречаются потнийские…».